# Jules Gros (jurnalist)
Jules Gros (n. 16 martie 1829, Montluel, Ain, Franța – d. 30 iulie 1891, Vanves, Seine, Franța) a fost un jurnalist francez și secretar al Société de Géographie⁠(d). El a fost președintele nerecunoscutei Republici Guyana Independentă din America de Sud, din mai 1887, dar a fost destituit în septembrie după un conflict cu oficialii acestui stat.

## Biografie
S-a născut ca Jean Jules Gros la 16 martie 1829 în Montluel, Franța. A lucrat ca jurnalist specializat în subiecte geografice. Gros a scris pentru ziarul Le Petit Journal și pentru revistele Le Tour du Monde și Le Journal des Voyages. A fost membru al Société de Géographie și secretar al organizației.

## Republica Guyana Independentă

Guyana independentă este marcată în imagine cu verde și echivalează cu Amapá

Granițele dintre Guyana Franceză și Brazilia nu erau clare și s-a decis că zona dintre Amazon și râul Oyapock era un teritoriu neutru. Paul Quartier, care a vizitat teritoriul în 1883, s-a întors în 1885 și a avut o întâlnire cu șefii localităților Cunani⁠(d) și Carsewenne (azi: Calçoene). În 1886, Republica Guyana Independentă a fost fondată de un grup de aventurieri francezi și doi șefi de sate cu Cunani drept capitală.
Quartier și oamenii lui îl cunoșteau pe Gros, care a scris despre Republica lor în Le Journal des Voyages . În mai 1887, Gros a fost informat prin telegramă la Paris că a fost ales președinte. Gros a început imediat să scrie articole pentru presă și a administrat temporar țara de la Paris. El a acuzat un oficial al noii republici de contrabandă. Contrabandistul l-a acuzat pe Gros de alcoolism, iar Gros a ripostat concediind toți oficialii. La 17 septembrie 1887, Gros a fost demis din funcția de președinte.  Gros a refuzat să accepte demiterea, s-a autonumit președinte pe viață și s-a îmbarcat pe o navă britanică spre Guyana Franceză. Guvernul britanic a fost informat despre prezența sa de către Franța, iar în Guyana Britanică, el a fost dat jos de pe navă și a fost trimis înapoi în Franța.
Gros a decedat la 30 iulie 1891 în Vanves, Franța, la 62 de ani.